# Deklinacja (językoznawstwo)
Deklinacja (od łac. declinare „odmieniać”) – odmiana wyrazu (imienia) przez przypadki i liczby. Występuje w językach fleksyjnych. Może realizować się przez końcówki fleksyjne lub afiksy aglutynacyjne. W języku polskim deklinacji podlegają rzeczowniki, przymiotniki, imiesłowy przymiotnikowe, zaimki rzeczowne, przymiotne i liczebne oraz liczebniki. Pojęciem deklinacji określa się także zespół form fleksyjnych, występujący w odmienianych w ten sposób wyrazach.